# Kloster Schönensteinbach
Das Kloster Schönensteinbach war ein Dominikanerinnenkloster bei Wittenheim im Elsass.

## Geschichte

### Gründungslegende
„Nach Christi Geburt im Jahr 1138“ sollen nach der Überlieferung zwei Töchter (Mechthild und Kunigunde) eines Ritters Nochero von Wittenheim das „Kloster in Steinbach“ als „Bernhardinerkloster“ (Zisterzienser) begründet haben: „Zunächst begaben sich die beiden Schwestern nach einer frommen Erziehung in ein ‚Kloster Kleinlützel‘ – gemeint ist jedoch nicht dasjenige bei Kleinlützel, vielleicht aber das Kloster Birlingen bei Steinbach, eine Niederlassung des Klosters Lützel.“ Schon bald nach ihrem Eintritt wurden hier die Klosterfrauen von den Nachfolgern des Gründers, den Grafen von Pfirt, arg bedrängt durch Jagden, Gelage, auch mutwilliges Zerstören und ungebührliches Betragen, so dass sie mit ihren Mitschwestern dieses noch neue »Kloster Kleinlützel« kurzerhand wieder verließen.

„Von ihrem Vater Nochero hatten sie sich die St.-Margarethen-Kapelle bei Wittenheim als Domizil erbeten, doch er lehnte ab, da er dachte, für zwei Frauen sei dies zu abwegig. Er versprach ihnen stattdessen eine abgelegene Scheune in einem Wald, hoffte jedoch, dass sie diese nicht annehmen würden. Nun war er sehr überrascht, als der gesamte Konvent von Kleinlützel hier eintraf. Erfreut half er zusammen mit seinen Freunden mit Geschenken und Zuwendungen beim Aufbau, so dass bald ein kleines Kloster entstand.“

### Blütezeit
Ab 1160 wurde der neugegründete Konvent dem Augustiner- (Kloster St. Maria in Steinbach) und ab 1397 dem Dominikanerorden (St. Brigitten-Kloster zu Schönensteinbach) zugehörig.
Aufgrund der Lage in der offenen Rheinebene war das Kloster trotz der Wälder, die es damals umgaben, nur schlecht gegen durchziehende Kriegsscharen geschützt. So wurde es 1365 bei dem Durchzug der Engländer im Verlauf des Hundertjährigen Krieges geplündert und bei deren zweitem Durchzug durch die Gugler 1375 völlig verbrannt. 1382 versuchten die Augustiner vom Kloster Marbach den Wiederaufbau, doch es fehlten alle Mittel; auch ein Versuch der Prämonstratenser von Straßburg gelang nicht. Erst unter Leopold von Österreich und seiner Gemahlin Katharina von Burgund gelang 1397 der Wiederaufbau als Dominikanerinnenkloster. Nach den Maßgaben der engagierten Klosterreformer Raimund von Capua und Konrad von Preußen wurde Schönensteinbach zum ersten observanten Dominikanerinnenkloster der Ordensprovinz Teutonia. Fünf Schwestern aus dem Kloster St. Katharinental übernahmen zusammen mit einigen weiteren Nonnen aus elsässischen Klöstern die Aufgabe, Schönensteinbach zum Modell eines Reformklosters zu machen. Unter Clara Anna von Hohenburg als Priorin begann nun eine Blütezeit des Klosters, in welcher von hier aus andere Klöster reformiert wurden, so etwa 1419 das Kloster Unterlinden in Colmar und 1428 das Katharinenkloster Nürnberg. Es entstand ein engmaschiges Netz von Reformklöstern, dokumentiert auch durch einen regen Austausch von Handschriften zum Aufbau der jeweiligen Klosterbibliotheken. Ein Stundenbuch mit der Provenienz Schönensteinbach im Museu Calouste Gulbenkian weist auf die ehemalige Bibliothek hin. Von 1399 bis 1405 ließ Friedrich von Blankenheim als Bischof von Utrecht das Kloster Maria Magdalena in Wijk bij Duurstede errichten und besiedelte es mit Schwestern aus Schönensteinbach. Von Wijk aus besiedelten um 1435 Schwestern das Kloster Westerau in Westroijen vor den Toren der Stadt Tiel. Um 1426 wird Margaretha Ursula von Masmünster als Priorin genannt. In seiner Lieblingsstiftung Schönensteinbach, wo er seine letzten Lebensjahre verbracht hatte, fand dann auch 1426 der Klosterformer Konrad von Preußen seine letzte Ruhestätte.
Während der Armagnakenfeldzüge 1444/1445 wurden unter Leitung des Basler Dominikaner-Priors Konrad Schlatter die Schönensteinbacher Dominikanerinnen nach Basel, Straßburg, Pforzheim, Nürnberg, Augsburg und Katharinental evakuiert.

### Bauernkrieg
Zu Beginn des Aufstands im Oberelsass 1525 war der Konvent mit aller beweglichen Habe nach Ensisheim geflohen. Die aufständischen Bauern zerstörten die leeren Gebäude umso erbitterter. Nach der Niederlage wurden die Bauern durch Ferdinand von Österreich zur Zahlung von 8000 Gulden zum Wiederaufbau verpflichtet, wobei ihnen 1500 Gulden erlassen wurden. In den folgenden zwölf Jahren wurden die Gebäude von Grund auf neu erbaut.

### Ende des Klosters
Das Kloster wurde im Verlauf der Französischen Revolution aufgehoben, die Güter fielen an den Staat. Das Kloster wurde 1807 je zur Hälfte an zwei Bürger verkauft, im gleichen Jahr wurde es versteigert, wobei die Gebäude in einer Hand verblieben. Heute erinnert noch der Straßenname am Standort an das Kloster.